# Holy Diver Live
Holy Diver Live è il quarto album live della heavy metal band dei Dio, pubblicato nel 2006. Nel primo dei due dischi di cui è composto l'album sono presenti tutte le tracce dell'album Holy Diver nello stesso ordine del disco originale.

## Tracce

### Disco 1
1. Stand Up and Shout – 4:33 –  (Ronnie James Dio, Jimmy Bain)
2. Holy Diver – 4:46 –  (Dio)
3. Gypsy – 9:46 –  (Dio, Vivian Campbell)
4. Caught in the Middle – 4:51 –  (Dio, Vinny Appice, Campbell)
5. Don't Talk to Strangers – 5:11 –  (Dio)
6. Straight Through the Heart – 4:37 –  (Dio, Bain)
7. Invisible – 5:17 –  (Dio, Appice, Campbell)
8. Rainbow in the Dark – 4:46 –  (Dio, Appice, Bain, Campbell)
9. Shame on the Night – 16:58 –  (Dio, Appice, Bain, Campbell)

### Disco 2
1. Tarot Woman – 6:53 –  (Ritchie Blackmore, Dio)
2. Sign of the Southern Cross – 7:44 –  (Geezer Butler, Dio, Tony Iommi)
3. One Night in the City – 6:10
4. The Gates of Babylon – 8:23 –  (Blackmore, Dio)
5. Heaven and Hell – 11:25 –  (Butler, Dio, Iommi, Bill Ward)
6. Man on the Silver Mountain – 4:14 –  (Blackmore, Dio)
7. Long Live Rock 'N' Roll – 6:14 –  (Blackmore, Dio)
8. We Rock – 6:21 –  (Dio)

## Formazione
- Ronnie James Dio - voce
- Doug Aldrich - chitarra
- Scott Warren - tastiere
- Rudy Sarzo - basso
- Simon Wright - batteria